# Vittorio de Riccabona

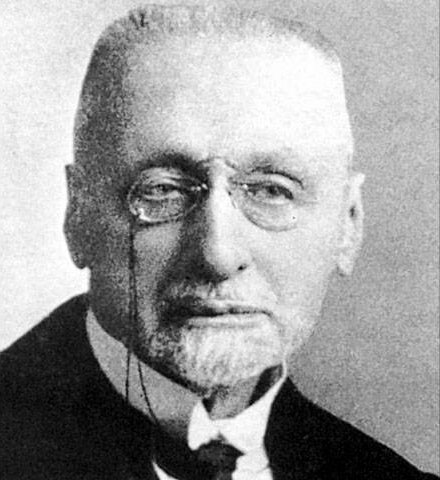
Vittorio de Riccabona

Vittorio de Riccabona (Cavalese, 1º luglio 1844 – Trento, 27 novembre 1927) è stato un politico italiano, attivo in Trentino prima dell'annessione all'Italia.

## Biografia
Nato in Trentino quando questo faceva parte dell'Impero austro-ungarico, studia giurisprudenza a Innsbruck. Presidente della Società alpinisti tridentini dal 1880 al 1882. Liberale, nel 1884 viene eletto nel consiglio comunale di Trento e fa parte del "partito economico" di Paolo Oss Mazzurana. Direttore della Cassa di Risparmio di Trento dal 1884 al 1912. Nel 1886 è fra i fondatori del giornale Alto Adige. Nel 1900 viene eletto alla Dieta di Vienna, dove sostiene l'autonomia trentina. All'inizio della prima guerra mondiale fugge in Italia, e torna a Trento alla fine di questa, ritirandosi a vita privata. Fu socio dell'Accademia Roveretana degli Agiati.
Gli è dedicata una via a Trento nella zona di Madonna Bianca.

## Opere
- "La questione trentina", in Il Trentino, giornale della società nazionale liberale, Trento, Kupper-Fronza, 1873.
- Delle condizioni economiche del Trentino. Notizie e appunti, tip. Marchetto, Borgo 1880.
- Del credito pubblico come mezzo al risorgimento economico del Trentino, Trento, Küpper-Fronza, 1881.